# Buliminusinae
Die Buliminusinae (Syn.: Buliminidae) sind eine kleine Unterfamilie landlebender Schnecken aus der Unterordnung der Landlungenschnecken (Stylommatophora). Bis heute sind etwa 30 Arten beschrieben worden.

## Merkmale
Die rechtsgewundenen, selten linksgewundenen Gehäuse sind hochkegelig mit abgestumpftem oder auch eher zugespitztem Apex. Sie haben etwa sechs bis über zehn Windungen im Adultstadium. Die Größe (Höhe) reicht von etwa 1 cm bis etwa 4 cm. Die Oberfläche ist meist glatt, seltener auch mit Tuberkeln besetzt. Die Mündung ist eiförmig, oben zugespitzt. Der Mündungsrand ist meist mehr oder weniger breit umgeschlagen, selten auch scharf. Im männlichen Teil des Genitalapparates zeigt der Epiphallus ein langes Flagellum, ein Blindsack am Epiphallus fehlt. Der Penis weist intern Längsfalten auf und der hintere (proximale) Teil ist angeschwollen. Ein penialer Appendix ist vorhanden; ein Divertikel auf dem Stiel der Spermathek kann vorhanden sein, kann aber auch fehlen.

## Geographische Verbreitung, Vorkommen und Lebensweise
Die Arten der Unterfamilie leben in Nordafrika, auf der Halbinsel Krim und in Vorderasien (Kleinasien, Naher Osten, Arabische Halbinsel, Nordiran und Transkaukasien). Die Tiere kommen in steinigen, trockenwarmen Habitaten vor.

## Systematik
Die Nomenklatur dieser Unterfamilie ist sehr verwirrend. Im Jahr 1880 hatte Wilhelm Kobelt eine Familie basierend auf der Gattung Buliminus vorgeschlagen. Der daraus resultierende Familienname Buliminidae ist jedoch bereits für eine Familie der Foraminifera vergeben. Der Gattungsname ist jedoch weiterhin gültig, denn der Familienname Buliminidae (Foraminifera) basiert auf der Gattung Bulimina. Daher ist heute der Name Enidae B. B. Woodward, 1903 für diese Familien in Gebrauch gekommen. Die Gattung Buliminus Beck, 1837 ist jedoch so verschieden von Ena, dass sie auf Unterfamilienniveau von den Eninae abgetrennt werden kann. Allerdings war damit das Problem der Homonymie mit der Foraminiferenfamilie noch nicht gelöst, denn jeder Familienname ist auch als Unterfamilienname verfügbar. Daher hat die Kommission für zoologische Nomenklatur entschieden, dass der emendierte Name Buliminusidae verfügbar ist. Er sollte jedoch keinen Vorrang über Enidae haben, um die Stabilität der Nomenklatur für die Familie nicht zu gefährden. Er kann aber für eine Unterfamilie innerhalb der Enidae benutzt werden. Unabhängig von der Entscheidung der Kommission emendierte Schileyko (1998) Buliminidae zu Buliminuinae, den er als Unterfamilienname innerhalb der Enidae benutzte. Nach Schileyko (1998) enthält die Unterfamilie Buliminusinae folgende Gattungen:
- Unterfamilie Buliminusinae Kobelt, 1880
  - Gattung Adzharia Hesse, 1933
  - Gattung Buliminus Beck, 1837
  - Gattung Cyrenaeus Heller, 1971
  - Gattung Mordania Bank & Neubert, 1998 (wird in die zwei Untergattungen Mordania (Mordania) und Mordania (Iranopsis) Bank & Neubert, 1998 untergliedert)
  - Gattung Paramastus Hesse, 1933
  - Gattung Pene Pallary, 1929